# The Blow Monkeys

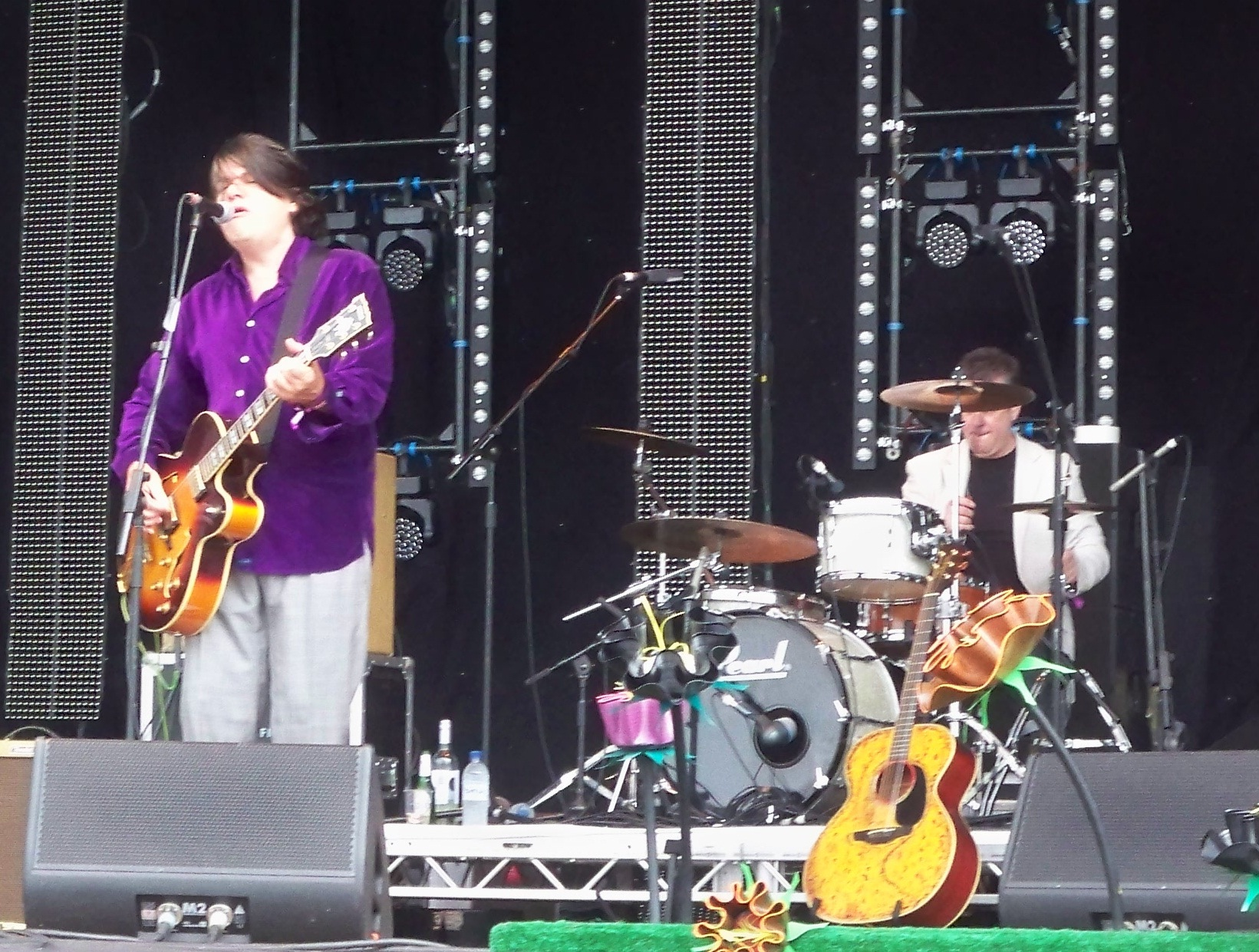
The Blow Monkeys, 2011

The Blow Monkeys ist eine britische Pop- und Soul-Band. Die erfolgreichsten Singles sind Digging Your Scene (1986) und It Doesn’t Have to Be This Way (1987).

## Bandgeschichte
Die Gruppe bildete sich 1981 um Frontsänger und Songwriter Dr. Robert (Gitarre, Gesang), geboren als Bruce Robert Howard am 2. Mai 1961 im schottischen Ort Haddington, nachdem dieser aus Australien, wo er seine Kindheit verbrachte, nach Großbritannien zurückgekehrt war. Der Bandname stammt aus Australien und ist eine abwertende Bezeichnung für Aborigines, die Didgeridoo spielen. Hinzu kamen Mick Anker (Bass), Neville Henry (Saxophon, Keyboard) bis 2017 Tony Kiley (Schlagzeug) und seit 2017 Crispin Taylor (Schlagzeug). 
1982 erschien die erste Single, Live Today, Love Tomorrow. 1984 veröffentlichte die Band das Debütalbum Limping for a Generation. Den ersten Hit hatten The Blow Monkeys erst 1986 mit Digging Your Scene von ihrem zweiten Album Animal Magic. Die Single erreichte die Top 20 in Großbritannien und den USA sowie Platz 7 der Dance Music/Club Play Singles. Außerdem war das Lied der einzige Single-Charthit in Deutschland (Platz 25).
Im Januar 1987 brachte die Band das Album She Was Only a Grocer’s Daughter heraus, dessen erfolgreichste Auskopplung, It Doesn’t Have to Be This Way, in Großbritannien bis auf Platz 5 kam, in den USA aber kein Hit wurde. Auf dem Studioalbum Springtime for the World experimentierten The Blow Monkeys mit Elementen aus World Music und House, jedoch ohne durchschlagenden Erfolg zu haben. Ende des Jahres trennte sich die Band. Dr. Robert eröffnete ein Lokal auf Lanzarote und widmete sich nebenbei auch seiner Solokarriere, die bis heute andauert.
Am 18. November 2007 gab die Band ihre Wiedervereinigung bekannt. Im September 2008 veröffentlichten sie die CD Devil’s Tavern, der Anfang 2009 eine Tournee folgte. Die Band habe immer noch etwas zu sagen, daher handelt es sich bei der CD ausschließlich um neues Material. Außerdem wolle man nicht auf einer 1980er-Jahre-Nostalgie-Welle schwimmen, so Bandleader Dr. Robert.

## Diskografie

### Alben
| Jahr | Titel                                | Höchstplatzierung, Gesamtwochen, AuszeichnungChartplatzierungen (Jahr, Titel, Platzierungen, Wochen, Auszeichnungen, Anmerkungen) | Höchstplatzierung, Gesamtwochen, AuszeichnungChartplatzierungen (Jahr, Titel, Platzierungen, Wochen, Auszeichnungen, Anmerkungen) | Höchstplatzierung, Gesamtwochen, AuszeichnungChartplatzierungen (Jahr, Titel, Platzierungen, Wochen, Auszeichnungen, Anmerkungen) | Höchstplatzierung, Gesamtwochen, AuszeichnungChartplatzierungen (Jahr, Titel, Platzierungen, Wochen, Auszeichnungen, Anmerkungen) | Höchstplatzierung, Gesamtwochen, AuszeichnungChartplatzierungen (Jahr, Titel, Platzierungen, Wochen, Auszeichnungen, Anmerkungen) | Anmerkungen |
| Jahr | Titel                                | DE | AT | CH | UK | US | Anmerkungen |
| ---- | ------------------------------------ | --- | --- | --- | --- | --- | --- |
| 1986 | Animal Magic                         | DE50 (10 Wo.)DE | — | — | UK21 Silber · (8 Wo.)UK | US35 (18 Wo.)US | Erstveröffentlichung: April 1986 Produzent: Peter Wilson                                                        |
| 1987 | She Was Only a Grocer’s Daughter     | DE30 (9 Wo.)DE | AT30 (2 Wo.)AT | CH29 (1 Wo.)CH | UK20 Silber · (8 Wo.)UK | US134 (8 Wo.)US | Erstveröffentlichung: April 1987 Produzent: Michael Baker                                                       |
| 1989 | Whoops! There Goes the Neighbourhood | DE64 (3 Wo.)DE | — | — | UK46 (2 Wo.)UK | — | Erstveröffentlichung: Januar 1989 Produzenten: Dr. Robert, Stephen Hague, Leon F Sylvers III, Julian Mendelsohn |

Weitere Alben
- 1984: Limping for a Generation
- 1990: Springtime for the World
- 2008: Devil’s Tavern
- 2009: Travelin’ Souls – Live! At the Legendary 100 Club (CD + DVD)
- 2011: Staring at the Sea
- 2012: Live from London
- 2013: Feels Like a New Morning (2 CDs)
- 2015: If Not Now, When?
- 2017: The Wild River
- 2021: Journey To You
- 2024: Together/Alone

### Kompilationen
| Jahr | Titel                            | Höchstplatzierung, Gesamtwochen, AuszeichnungChartplatzierungen (Jahr, Titel, Platzierungen, Wochen, Auszeichnungen, Anmerkungen) | Höchstplatzierung, Gesamtwochen, AuszeichnungChartplatzierungen (Jahr, Titel, Platzierungen, Wochen, Auszeichnungen, Anmerkungen) | Höchstplatzierung, Gesamtwochen, AuszeichnungChartplatzierungen (Jahr, Titel, Platzierungen, Wochen, Auszeichnungen, Anmerkungen) | Höchstplatzierung, Gesamtwochen, AuszeichnungChartplatzierungen (Jahr, Titel, Platzierungen, Wochen, Auszeichnungen, Anmerkungen) | Höchstplatzierung, Gesamtwochen, AuszeichnungChartplatzierungen (Jahr, Titel, Platzierungen, Wochen, Auszeichnungen, Anmerkungen) | Anmerkungen                                                             |
| Jahr | Titel                            | DE | AT | CH | UK | US | Anmerkungen                                                             |
| ---- | -------------------------------- | --- | --- | --- | --- | --- | ----------------------------------------------------------------------- |
| 1989 | Choices – The Singles Collection | — | — | — | UK5 Gold · (9 Wo.)UK | — | Erstveröffentlichung: August 1989 Produzenten: Dr. Robert, Peter Wilson |

Weitere Kompilationen
- 1994: The Best of Blow Monkeys
- 1996: For the Record
- 1999: Atomic Lullabies: Very Best of the Blow Monkeys (2 CDs)
- 2000: Digging Your Scene
- 2000: Complete Singles
- 2000: Rare & Unreleased
- 2008: Digging Your Scene: The Best of the Blow Monkeys (2 CDs)
- 2013: Halfway to Heaven: The Best of the Blow Monkeys & Dr. Robert (mit Robert Howard; 3 CDs)
- 2023: Time Storm - Greatest Hits Vol.2

### Singles
| Jahr | Titel Album                                                     | Höchstplatzierung, Gesamtwochen, AuszeichnungChartplatzierungen (Jahr, Titel, Album, Platzierungen, Wochen, Auszeichnungen, Anmerkungen) | Höchstplatzierung, Gesamtwochen, AuszeichnungChartplatzierungen (Jahr, Titel, Album, Platzierungen, Wochen, Auszeichnungen, Anmerkungen) | Höchstplatzierung, Gesamtwochen, AuszeichnungChartplatzierungen (Jahr, Titel, Album, Platzierungen, Wochen, Auszeichnungen, Anmerkungen) | Höchstplatzierung, Gesamtwochen, AuszeichnungChartplatzierungen (Jahr, Titel, Album, Platzierungen, Wochen, Auszeichnungen, Anmerkungen) | Höchstplatzierung, Gesamtwochen, AuszeichnungChartplatzierungen (Jahr, Titel, Album, Platzierungen, Wochen, Auszeichnungen, Anmerkungen) | Anmerkungen                                                                |
| Jahr | Titel Album                                                     | DE | AT | CH | UK | US | Anmerkungen                                                                |
| ---- | --------------------------------------------------------------- | --- | --- | --- | --- | --- | -------------------------------------------------------------------------- |
| 1985 | Forbidden Fruit Animal Magic                                    | — | — | — | UK94 (2 Wo.)UK | — | Erstveröffentlichung: September 1985 Autor: Robert Howard                  |
| 1986 | Digging Your Scene Animal Magic                                 | DE25 (12 Wo.)DE | — | — | UK12 (11 Wo.)UK | US14 (19 Wo.)US | Erstveröffentlichung: Februar 1986 Autor: Robert Howard                    |
| 1986 | Wicked Ways Animal Magic                                        | — | — | — | UK60 (5 Wo.)UK | — | Erstveröffentlichung: April 1986 Autor: Robert Howard                      |
| 1986 | Don’t Be Scared of Me Animal Magic                              | — | — | — | UK77 (4 Wo.)UK | — | Erstveröffentlichung: Juni 1986 Autor: Robert Howard                       |
| 1987 | It Doesn’t Have to Be This Way She Was Only a Grocer’s Daughter | — | — | — | UK5 (8 Wo.)UK | — | Erstveröffentlichung: Januar 1987 Autor: Robert Howard                     |
| 1987 | Out with Her She Was Only a Grocer’s Daughter                   | — | — | — | UK30 (6 Wo.)UK | — | Erstveröffentlichung: März 1987 Autor: Robert Howard                       |
| 1987 | (Celebrate) The Day After You She Was Only a Grocer’s Daughter  | — | — | — | UK52 (3 Wo.)UK | — | Erstveröffentlichung: Mai 1987 mit Curtis Mayfield Autor: Robert Howard    |
| 1987 | Some Kind of Wonderful She Was Only a Grocer’s Daughter         | — | — | — | UK67 (3 Wo.)UK | — | Erstveröffentlichung: Juli 1987 Autor: Robert Howard                       |
| 1988 | This Is Your Life Whoops! There Goes the Neighbourhood          | — | — | — | UK32 (9 Wo.)UK | — | Erstveröffentlichung: Juli 1988 Autor: Robert Howard                       |
| 1988 | It Pays to Belong Choices – The Singles Collection              | — | — | — | UK76 (2 Wo.)UK | — | Erstveröffentlichung: Oktober 1988 Autor: Robert Howard                    |
| 1989 | Choice Choices – The Singles Collection                         | — | — | — | UK22 (6 Wo.)UK | — | Erstveröffentlichung: Juli 1989 feat. Sylvia Tella Autor: Robert Howard    |
| 1989 | Slaves No More Choices – The Singles Collection                 | — | — | — | UK73 (2 Wo.)UK | — | Erstveröffentlichung: Oktober 1989 feat. Sylvia Tella Autor: Robert Howard |
| 1990 | Springtime for the World                                        | — | — | — | UK69 (2 Wo.)UK | — | Erstveröffentlichung: Mai 1990 Autor: Robert Howard                        |

Weitere Singles
- 1982: Live Today, Love Tomorrow
- 1984: Go Public
- 1984: The Man from Russia
- 1984: Atomic Lullaby
- 1984: Wildflower
- 1985: Forbidden Fruit
- 1985: Sweet Murder (The Smile on Her Face)
- 1986: Don’t be Scared of Me
- 1988: This Is Your Life
- 1988: It Pays to Belong
- 1988: Wait (The Blow Monkeys performed by Robert Howard & Kym Mazelle)
- 1990: If You Love Somebody
- 1990: La passionara (feat. Quan-T und Berzerk)
- 2008: The Bullet Train
- 2008: Travelin’ Soul
- 2011: Steppin’ Down
- 2011: Hangin’ On to the Hurt (Let It Go Now)
- 2011: The Killing Breeze
- 2013: Oh My
- 2013: Feels Like a New Morning
- 2013: Shake It Off
- 2014: Chained
- 2015: OK! Have It Your Way
- 2017: Crying for the Moon
- 2017: The Wild River
- 2020: Time storm
- 2021: More Than A Miracle
- 2021: Dust At Her Feet
- 2021: Journey To You
- 2021: One More Time
- 2024: Stranger To Me Now
- 2024: King Of Everything

### Videoalben
- 1985: Video Magic
- 1986: Digging Your Scene

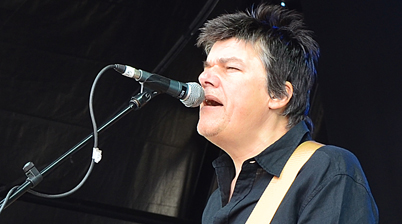
Robert Howard in Bristol, 2014

- 1989: Choices – The Video Collection
- 2005: Live in London
- 2006: Animal Magic: Blow Monkeys Live
- 2009: Travelin’ Souls – Live! At the Legendary 100 Club
- 2012: Live from London